# Aanslagen in Aude op 23 maart 2018
De terroristische aanslagen in Aude vonden plaats op 23 maart 2018 in de Franse gemeentes Trèbes en Carcassonne in het departement Aude. De 25-jarige dader schoot op die dag vier mensen dood en werd later zelf door de politie gedood.

## Verloop
Kort voor de gijzeling schoot de dader op twee inzittenden van een auto in een poging die te stelen. Een van hen werd in het hoofd geschoten. Hij reed met de gestolen auto vervolgens richting het dorpje Trèbes. In de naburige stad Carcassonne schoot hij vanuit de auto op vier joggende politieagenten, waarvan er een lichtgewond raakte. Vervolgens deed de dader een poging om op de agenten in te rijden, maar de agenten overleefden de aanslag omdat ze tijdig wegdoken en het wapen van de dader op dat moment weigerde. Hierna reed de man door, achtervolgd door politie. Hij stopte ten slotte bij een vestiging van de Franse supermarktketen Super U.
De dader vluchtte rond 11:15 uur de supermarkt in en gijzelde daar een aantal mensen. De plaatselijke slager en een oudere man werden gedood. Er kwamen meer dan 300 agenten ter plaatse. Een twintigtal mensen was in staat te vluchten, anderen wisten zich in het pand te verstoppen. Rond 12:30 uur kwam het bericht dat de gegijzelden vrijgelaten waren.
Arnaud Beltrame, een hoge politieofficier die de plek van de gegijzelden innam en probeerde te onderhandelen met de schutter, werd beschoten en geraakt in zijn hals. Eenmaal gewond zette de agent stiekem zijn telefoon aan. Hierdoor kon de politie horen wat er gebeurde en bestormde uiteindelijk rond 14:30 uur de supermarkt, waar de dader werd doodgeschoten. Beltrame overleed later aan zijn verwondingen. Zijn houding gedurende de gijzeling wordt sindsdien in Frankrijk gezien als een 'heldendaad'.
De dader was Redouane Lakdim, een 25-jarige Fransman geboren in Marokko. Lakdim was bekend bij de Franse inlichtingendiensten voor onder meer drugsbezit en radicalisering, maar werd op het moment van de gijzeling niet als een bedreiging gezien. Islamitische Staat eiste de aanslag diezelfde dag nog op. Volgens ooggetuigen zou de dader "Allahoe akbar" en "Jullie bombarderen Syrië, jullie gaan sterven" hebben geroepen. Ook pleitte hij voor de vrijlating van de Franse moslimterrorist Salah Abdeslam, de enige nog levende dader van de aanslagen in Parijs van november 2015. Op 25 maart, twee dagen na de gijzeling, werd een mis opgedragen ter nagedachtenis aan de overleden politieman en de drie andere dodelijke slachtoffers. De bisschop van het nabije Carcassonne leidde de dienst.